# Charles William Morrow
Pour les articles homonymes, voir Charles Morrow et Morrow.
Charles William Morrow (24 juillet 1897-16 mars 1980) est un homme politique canadien de la Colombie-Britannique. Il est député provincial libéral de la circonscription britanno-colombienne de North Okanagan d'une élection partielle en 1945 à 1952.

## Biographie
Né à Prescott en Ontario, Morrow étudie en Colombie-Britannique. Après avoir été nommé au barreau de la province en 1920, il pratique le droit à Vernon où il sert comme avocat pour la ville pendant 25 ans. Il sert aussi au conseil du dominion pour Scouts Canada.
Durant la Première Guerre mondiale, il sert dans la Royal Air Force. Il commande le Pacific Coast Rangers dans la région nord de l'Okanagan pendant la Seconde Guerre mondiale.
Député membre de la coalition, il sert comme vice-président de l'Assemblée législative de la Colombie-Britannique et comme whip du gouvernement,.
Nommé juge de la cour du comté de Colombie-Britannique en 1956, il s'établit à Prince George pour travailler à la cour du comté de Cariboo. En 1965, il est transféré au comté de Yale. Il sert également dans plusieurs commissions royales du gouvernement provincial. Il se retire du droit en 1972.
Il est honoré de la Freedom of the City (en) de Vernon en 1977 et meurt dans cette ville en 1980.